# カルデネ (衛星)
カルデネ（英語：Chaldene、確定番号：Jupiter XXI）は木星の第21衛星である。
2000年11月23日に、スコット・S・シェパードが率いるハワイ大学の観測チームによって発見され、S/2000 J 10 という仮符号が与えられた。観測にはハワイ大学の望遠鏡が用いられた。衛星の発見は、その他の新しい木星の衛星の発見とあわせて、2001年1月5日に小惑星センターのサーキュラーで公表された。その後2002年10月22日に、ギリシア神話のゼウスの恋人に因んで命名され、Jupiter XXI という確定番号が与えられた。
カルデネの見かけの等級は22.5であり、アルベドを0.04と仮定した場合、カルデネの直径はおよそ 3.8 km と推定される。また、密度を 2.6 g/cm3 と仮定した場合、質量はおよそ 7.5 ×1013 kg と推定される。カルデネは、木星から2300万km前後の距離を逆行軌道で公転し、軌道傾斜角が 165° 前後の不規則衛星のグループであるカルメ群に属している。